# Higham Gobion Castle
Higham Gobion är ett slott i Storbritannien.   Det ligger i kommunen Central Bedfordshire i riksdelen England, i den södra delen av landet, 60 km norr om huvudstaden London. Higham Gobion ligger 55 meter över havet.
Terrängen runt Higham Gobion är platt.Runt Higham Gobion är det tätbefolkat, med 308 invånare per kvadratkilometer. Närmaste större samhälle är Luton, 12,0 km söder om Higham Gobion. Trakten runt Higham Gobion består till största delen av jordbruksmark.